# Gerardo Amechazurra
Gerardo Rodríguez Amechazurra (n. Madrid; 4 de agosto de 1951) es un dibujante, ilustrador y director artístico español.
Si bien ha consolidado una reputada carrera como ilustrador de libros y cuentos infantiles, en sus inicios hizo incursiones en el mundo de la interpretación y trabajó como actor-presentador en el programa infantil de TVE La Mansión de los Plaff (1979), donde encarnó al personaje de El Forógrafo.
Sin embargo es más recordado como el humanoide objeto de ataques y burlas por parte de los electroduendes que acompañaba a Isabel Bauzá en el programa La Bola de Cristal (1984-1985), en el que permaneció 29 semanas.
Después se retiraría de los focos para centrarse en su carrera de dibujante e ilustrador. Ejerció como tal en el programa de televisión El espejo mágico (1986), que presentaba su antigua compañera Isabel Bauzá. Además de trabajar como ilustrador en varias publicaciones de tirada nacional (El País, Diario 16, El Globo, Tribuna, Mayo, Manifiesto, Artículo 20, etc), ha centrado su dedicación en la ilustración de cuentos infantiles. Además de la Dirección de Arte y rediseño de diversas publicaciones, como Leer, Sin Hilos e Impar, de la que fue subdirector a lo largo de cinco años.
Su última ocupación ha sido como responsable de la Dirección de Comunicación del Ayuntamiento de Fuenlabrada (Madrid - España), y diseñador de la revista mensual municipal (70.000 ejemplares), además del resto de piezas de comunicación de la ciudad; cargo que ha ocupado hasta su jubilación.
En los años 1980 y 1981 ilustra varios títulos de la colección Todolibro de la editorial Bruguera, dirigida por Lolo Rico, en la que participaron numerosos ilustradores internacionales. Entre sus dibujos más afortunados hay que citar los de "El Napoleón de Notting Hill" de G.K.Chesterton y los del "El Mago de Oz" de Lyman Frank Baum.
Entre los libros en los que ha plasmado su obra artística, se incluyen: 
- Berland, la ciudad escondida (1985) de Mercedes Neuschäfer-Carlón
- Una noria con historia (1985), de Juan Cervera Borrás
- Intercambio con un inglés (1986), de Christine Nöstlinger
- Adivinanzas para adivinar (1988), de Eduardo Soler Fiérrez
- La Leyenda de Boni Martín (1997) de José Luis Olaizola
- Cuentos de la media luna (1999) de Antonio Rodríguez Almodóvar
- La nave fantástica (2000) de Jordi Sierra i Fabra